# فنیتروتیون
فنیتروتیون (به انگلیسی: Fenitrothion) با فرمول شیمیایی C۹H۱۲NO۵PS یک ترکیب شیمیایی با شناسه پاب‌کم ۳۱۲۰۰ است. که جرم مولی آن 277.23 g/mol می‌باشد. شکل ظاهری این ترکیب، مایع زرد-قهوه‌ای است.